# Bellevue
Bellevue je město v americkém státě Washington, které se rozkládá 4,5 kilometru východně od Seattlu mezi jezery Washington (na západě) a Sammamish (na východě).
Populace města činila v roce 2023 144 755 trvale bydlících obyvatel. Další tisíce ale do města dojíždí přes pracovní dny, což Bellevue dělá pátým největším městem Washingtonu. Bellevue je prosperující a rostoucí město, z pokojné komunity se stává ekonomickým a kulturním centrem Seattlu.

## Partnerská města
- Hualien, Tchaj-wan
- Yao, Japonsko
- Kladno, Česko
- Liepāja, Lotyšsko

## Slavní rodáci
- Layne Staley (1967–2002), americký zpěvák a člen grungeové skupiny Alice In Chains[2]
- Larry Sanger (* 1968), americký informatik, spoluzakladatel Wikipedie[3]